# Tackling

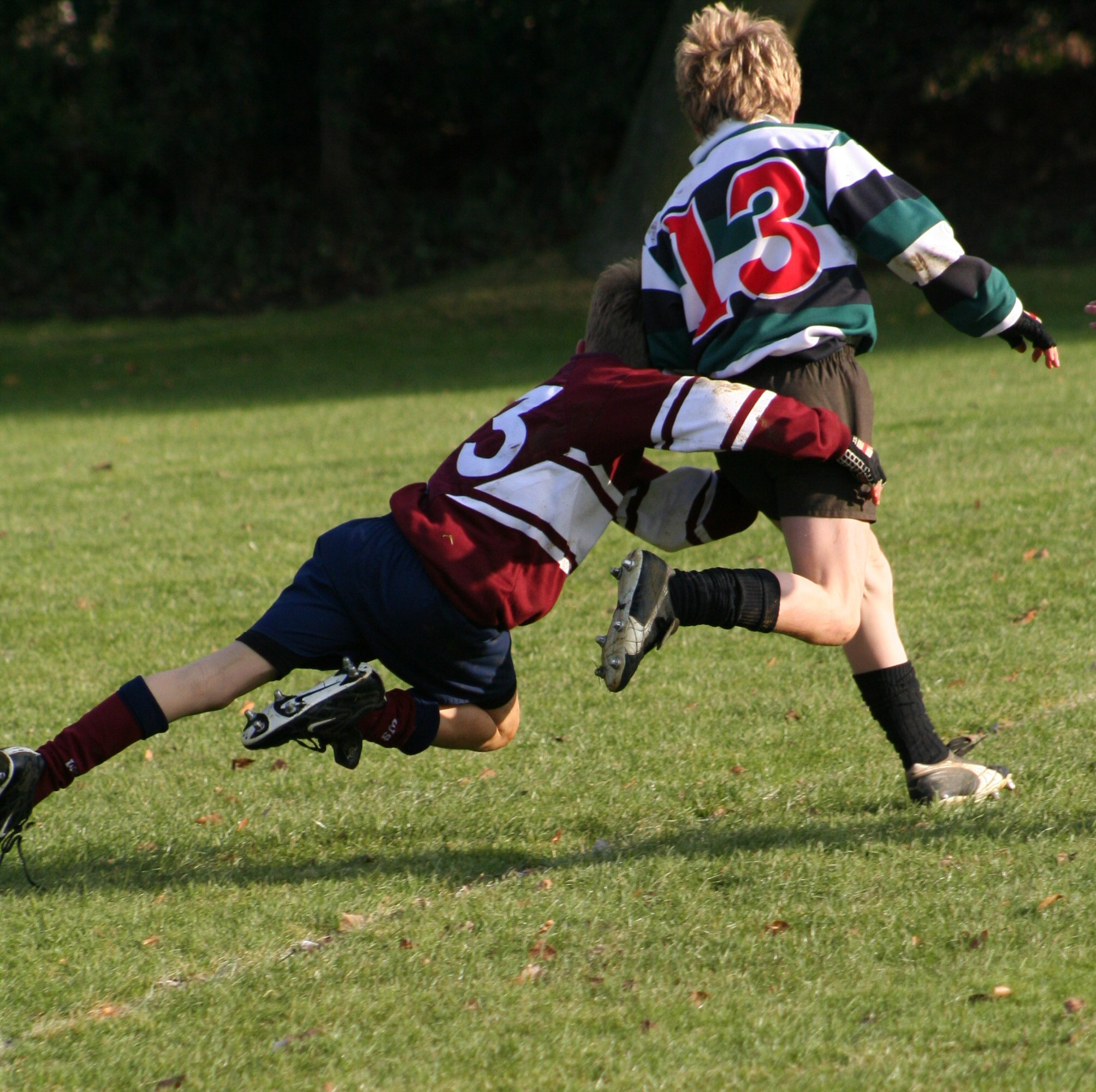
En tackling i rugby.

Tackling är en term i lagsporter för när en spelare trycker sig mot en annan spelare i motståndarlaget för att hindra eller störa denne. I vissa sporter, exempelvis amerikansk fotboll, ishockey, rugby och roller derby är vissa tacklingar godkända medan i andra sporter är inga typer av tacklingar godkända. En icke godkänd tackling leder oftast till att utövaren får någon form av bestraffning tilldelad av domaren, till exempel utvisning, varning eller avstängning.
Svenska Ishockeyförbundet införde den 1 januari 1994, efter några svåra olyckor, tacklingsförbud för 14-åringar och nedåt i åldrarna.

### Fotnoter
1. ↑  Norlin, Arne. Hockey - de tuffa lirarnas spel. Rabén & Sjögren